# Taiga Son
Taiga Son (japanisch 孫 大河 Son Taiga; * 13. Juni 1999 in der Präfektur Tokio, Japan) ist ein südkoreanischer Fußballspieler.

## Karriere
Das Fußballspielen erlernte Taiga Son in der Schulmannschaft der Shochi High School sowie in der Universitätsmannschaft der Risshō-Universität. Von Mitte Mai 2021 bis Saisonende wurde er von der Universität an den Erstligisten Sagan Tosu ausgeliehen. Nach der Ausleihe wurde er von dem Verein aus Tosu am 1. Februar 2022 fest unter Vertrag genommen. Für den Erstligisten kam er jedoch nicht zum Einsatz. Mitte Juni 2022 wechselte er auf Leihbasis in die zweite Liga zu Zweigen Kanazawa. Sein Profidebüt für den Klub aus Kanazawa gab Taiga Son am 16. Juli 2022 (27. Spieltag) im Heimspiel gegen Albirex Niigata. Bei der 0:3-Niederlage wurde er in der 62. Minute für Tomonobu Hiroi eingewechselt. Am Ende der Saison 2023 belegte er mit Zweigen den letzten Tabellenplatz und musste somit den Weg in die dritte Liga antreten. Nach 31 Ligaspielen kehrte er Ende Januar 2024 zu Sagan Tosu zurück. Nach Vertragsende bei Tosu unterschrieb er Ende Januar 2024 einen Vertrag beim Zweitligisten Ventforet Kofu.